# Park Lane
Park Lane è una strada principale (indicata come A4202) nella Città di Westminster, nel centro di Londra. In origine era una strada di campagna che divenne un indirizzo alla moda per le residenze del XVIII secolo, con una moltitudine di grandi palazzi come Grosvenor House, del Duca di Westminster e Dorchester House, appartenenti alla famiglia Holford.
Dopo la seconda guerra mondiale, la strada è stata ampliata in media a tre corsie per direzione, rendendola un'autostrada urbana. Ciò ha richiesto la demolizione di diverse case nell'Hyde Park Corner. È una delle strade più trafficate di Londra, nonché una delle più rumorose, lasciando ben poco dell'atmosfera rurale che un tempo la rendeva popolare.
Nonostante il trambusto, la strada è una delle più importanti nel mercato immobiliare ed è sede di diversi hotel a cinque stelle, come The Dorchester e Grosvenor House, oltre a diversi concessionari di auto sportive.
Park Lane, con una lunghezza approssimativa di 1.400 metri, corre a nord da Hyde Park Corner al Marble Arch, lungo tutto il lato est di Hyde Park. L'accesso al parco avviene tramite un passaggio sotterraneo. A est della strada c'è Mayfair. La strada fa parte della circonvallazione interna di Londra e faceva parte del confine della zona a pedaggio centrale di Londra, ma quando la zona a pedaggio è stata ampliata a ovest nel 2007, era designata come uno dei "percorsi di libero passaggio", consentendo ai veicoli di attraversare l'area alle ore di pedaggio senza pagare il supplemento.

## Edifici
Il Grosvenor House Hotel è un hotel a cinque stelle costruito negli anni '20 sul sito di Grosvenor House, la residenza straordinariamente chic costruita qui sotto l'autorità dei marchesi di Westminster, la famiglia Grosvenor, in seguito elevata a duchi. Inaugurato nel 1931, il Dorchester Hotel è considerato uno degli hotel più costosi al mondo. Altre attività commerciali in strada includono venditori di automobili e broker.
Park Lane era anche l'indirizzo di:
- Moses Montefiore (1784-1885), famoso ebreo, sceriffo di Londra, filantropo, al numero 99.
- Benjamin Disraeli (1804-1881), primo Ministro del Regno Unito, al numero 93.
- Hugh Grosvenor (1825-1899), primo duca di Westminster, l'uomo più ricco del paese, filantropo.
- Dame Anna Neagle (1904-1986), attrice, ad Aldford House.
- Keith Clifford Hall (1910-1964), pioniere delle lenti a contatto, al numero 140.
- Blake e Mortimer su 99a.

I nomi di alcuni sono in placche circolari blu sulla facciata.